# مونيا (مغنية)
مونيا (31 أغسطس 1981  -)، ممثلة ومغنية كويتية.

## عن حياتها
هي من أب كويتي وأم لبنانية، في عام 2005 عملت بالمجال الإعلامي وقدمت فقرة طبية في البرنامج اليومي «بيتك» بث البرنامج على تلفزيون الكويت، لكنها في عام 2007 استطاعت تحقيق النجاح بعد اتجاها للمجال الغنائي في أغنية صورتها على الطابع المصري حملت اسم «شبيك لبيك» واصلت مشوارها الفني وشاركت للتمثيل بعد ذلك بعد قام الفنان نايف الراشد باختيارها للمشاركة في مسلسل شر النفوس في عام 2008.

### حياتها الأسرية
لديها ابن اسمه «خالد» من زواج سابق انتهى بالطلاق.

## أعمالها الفنية

### من المسلسلات
| سنة الإنتاج | اسم المسلسل         | بمشاركة                                                                                |
| ----------- | ------------------- | -------------------------------------------------------------------------------------- |
| 2008        | شر النفوس           | سعد الفرج، أسمهان توفيق، نايف الراشد، أمل عباس، هبة الدري                              |
| 2009        | أيام السراب         | قحطان القحطاني، هدى الخطيب، زهرة عرفات، تركي اليوسف، إبراهيم الزدجالي                  |
| 2009        | قلوب للإيجار        | عبد العزيز جاسم، غازي حسين، باسمة حمادة، عبد الله عبد العزيز، فاطمة الحوسني، هبة الدري |
| 2009        | طاش ما طاش - طاش 16 | ناصر القصبي، عبد الله السدحان                                                          |
| 2012        | عبرات وحنين         | أحمد الصالح، جاسم النبهان، ليلى السلمان، أسمهان توفيق، تركي اليوسف، أميرة محمد         |
| 2013        | الزوجة الثانية      | عمرو واكد، عمرو عبد الجليل، علا غانم، أيتن عامر                                        |
| 2013        | السلطانة            | ليلى السلمان، إبراهيم الحربي، علي السبع، أميرة محمد                                    |

### من المسرحيات
| سنة الإنتاج | اسم المسرحية  | بمشاركة                                                       |
| ----------- | ------------- | ------------------------------------------------------------- |
| 2010        | عشنا وشفنا    | وفاء مكي، ابتسام العطاوي، حسن الماجد                          |
| 2013        | زنقة الرجالة  | عبدالرحيم حسن، أحمد راتب، حكيم المصري، شريف عواد، إيمان رجائي |
| 2017        | بين المقبرتين | جمال الردهان، باسمة حمادة، مشاري العوضي، محمد أكبر            |

## روابط خارجية
- مونيا على موقع قاعدة بيانات الأفلام العربية